# Bådan (Väderskär, Vårdö, Åland)
Bådan är skär i Åland (Finland). De ligger i den nordöstra delen av landskapet, 50 km nordost om huvudstaden Mariehamn.
Terrängen runt Bådan är mycket platt. Trakten är glest befolkad. Närmaste större samhälle är Vårdö, 19,3 km söder om Bådan. 